# 奥赛罗·亨特
泰格巴·奥赛罗·亨特（英語：Tegba Othello Hunter，1986年5月28日—），美国NBA联盟职业篮球运动员。